# Parigi-Nizza 1938
La Parigi-Nizza 1938, sesta edizione della corsa, si svolse dal 23 al 27 marzo 1938 su un percorso di 1 142 km ripartiti in 5 tappe. Fu vinta dal belga Jules Lowie davanti al connazionale Albertin Disseaux e all'olandese Antoon van Schendel.
A Nizza tagliarono il traguardo 26 corridori, su un totale di 70 partiti da Parigi.

## Tappe
| Tappa  | Data     | Percorso               | km   | Vincitore di tappa  | Leader cl. generale |
| ------ | -------- | ---------------------- | ---- | ------------------- | ------------------- |
| 1ª     | 23 marzo | Parigi > Nevers        | 219  | Pierre Jaminet      | Pierre Jaminet      |
| 2ª     | 24 marzo | Nevers > Saint-Étienne | 230  | Auguste Mallet      | Albertin Disseaux   |
| 3ª     | 25 marzo | Saint-Étienne > Orange | 186  | Raymond Lemarie     | Albertin Disseaux   |
| 4ª     | 26 marzo | Orange > Marsiglia     | 230  | René Debenne        | Albertin Disseaux   |
| 5ª     | 27 marzo | Marsiglia > Nizza      | 265  | Antoon van Schendel | Jules Lowie         |
| Totale | Totale   | Totale                 | 1142 |                     |                     |

## Dettagli delle tappe

### 1ª tappa
- 23 marzo: Parigi > Nevers – 219 km

| Pos. | Corridore         | Squadra      | Tempo    |
| ---- | ----------------- | ------------ | -------- |
| 1    | Pierre Jaminet    | Genial       | 5h48'16" |
| 2    | Jean Fréchaut     | Sport-Wolber | s.t.     |
| 3    | Albertin Disseaux | Helyett      | s.t.     |

| Pos. | Corridore      | Squadra | Tempo    |
| ---- | -------------- | ------- | -------- |
| 1    | Pierre Jaminet | Genial  | 5h48'16" |

### 2ª tappa
- 24 marzo: Nevers > Saint-Étienne – 230 km

| Pos. | Corridore         | Squadra | Tempo    |
| ---- | ----------------- | ------- | -------- |
| 1    | Auguste Mallet    | Helyett | 6h02'25" |
| 2    | Albertin Disseaux | Helyett | s.t.     |
| 3    | Jules Lowie       | Mercier | a 2'19"  |

| Pos. | Corridore         | Squadra | Tempo |
| ---- | ----------------- | ------- | ----- |
| 1    | Albertin Disseaux | Helyett |       |

### 3ª tappa
- 25 marzo: Saint-Étienne > Orange – 186 km

| Pos. | Corridore       | Squadra      | Tempo    |
| ---- | --------------- | ------------ | -------- |
| 1    | Raymond Lemarie | Genial       | 5h27'46" |
| 2    | Jean Fréchaut   | Sport-Wolber | s.t.     |
| 3    | Karl Litschi    | Wolber       | s.t.     |

| Pos. | Corridore         | Squadra | Tempo |
| ---- | ----------------- | ------- | ----- |
| 1    | Albertin Disseaux | Helyett |       |

### 4ª tappa
- 26 marzo: Orange > Marsiglia – 230 km

| Pos. | Corridore      | Squadra | Tempo    |
| ---- | -------------- | ------- | -------- |
| 1    | René Debenne   | Mercier | 5h50'06" |
| 2    | Pierre Jaminet | Genial  | s.t.     |
| 3    | André Auville  | Genial  | s.t.     |

| Pos. | Corridore         | Squadra | Tempo |
| ---- | ----------------- | ------- | ----- |
| 1    | Albertin Disseaux | Helyett |       |

### 5ª tappa
- 19 marzo: Cannes > Nizza – 110 km

| Pos. | Corridore           | Squadra      | Tempo    |
| ---- | ------------------- | ------------ | -------- |
| 1    | Antoon van Schendel | Sport-Wolber | 7h33'00" |
| 2    | Julián Berrendero   | Sport-Wolber | a 34"    |
| 3    | Jules Lowie         | Mercier      | s.t.     |

| Pos. | Corridore   | Squadra | Tempo     |
| ---- | ----------- | ------- | --------- |
| 1    | Jules Lowie | Mercier | 30h45'20" |

## Classifiche finali

### Classifica generale
| Pos. | Corridore           | Squadra      | Tempo     |
| ---- | ------------------- | ------------ | --------- |
| 1    | Jules Lowie         | Mercier      | 30h45'20" |
| 2    | Albertin Disseaux   | Helyett      | a 54"     |
| 3    | Antoon van Schendel | Sport-Wolber | a 1'47"   |
| 4    | Pierre Jaminet      | Genial       | a 2'22"   |
| 5    | Georges Christiaens | Mercier      | a 2'31"   |
| 6    | Gaston Rebry        | Mercier      | s.t.      |
| 7    | Julián Berrendero   | Sport-Wolber | a 5'09"   |
| 8    | Raymond Louviot     | Mercier      | a 6'35"   |
| 9    | Joseph Magnani      | Wolber       | a 6'52"   |
| 10   | Karl Litschi        | Wolber       | a 7'02"   |